# Songxi
För andra betydelser, se Songxi (olika betydelser).
Songxi, även känt som Sungki, är ett härad inom staden Nanping i provinsen Fujian i sydöstra Kina.  Det ligger omkring 180 kilometer norr om provinshuvudstaden Fuzhou. 
Songxi är indelat i ett stadsdelsdistrikt, två köpingar och sex socknar.
Stadsdelsdistrikt (jiedao):

- Songyuan (松源街道)

Köpingar (zhen):

- Weitian (渭田镇)
- Zhengdun (郑墩镇)

Socknar (xiang):

- Chaping (茶平乡)
- Hedong (河东乡)
- Huaqiao (花桥乡)
- Jiuxian (旧县乡)
- Xidong (溪东乡)
- Zudun (祖墩乡)